# Whitbread Round the World Race de 1981-82
A Whitbread Round the World Race de 1981-82 foi a 3° edição da regata de volta ao mundo da Volvo Ocean Race, patrocinada pela empresa britânica Whitbread Group PLC. Iniciada em 8 de Agosto de 1981, em Southampton, Inglaterra, e com término em Dezembro/Janeiro de 1981-82, também no Porto de Portsmouth. A regata demorou 119 dias, com a vitória pela segunda vez da embarcação holandesa Flyer, capitaneada por Conny van Rietschoten.

## Modelo
O modelo de embarcação nesta edição foi o Swan 65.

## Calendário
| Regata | Começo                        | Final                         | Vencedor da Regata | Vencedor por tempo corrigido |
| ------ | ----------------------------- | ----------------------------- | ------------------ | ---------------------------- |
| 1      | Southampton, Inglaterra       | Cidade do Cabo, África do Sul | Flyer II           | Kriter IX                    |
| 2      | Cidade do Cabo, África do Sul | Auckland, Nova Zelândia       | Flyer II           | Ceramco NZ                   |
| 3      | Auckland, Nova Zelândia       | Mar del Plata, Argentina      | Flyer II           | Mor Bihan                    |
| 4      | Mar del Plata, Argentina      | Portsmouth, Inglaterra        | Flyer II           | Ceramco NZ                   |

## Resultados
| Posição | Barco                 | Capitão                        | País               | Tempo     |
| ------- | --------------------- | ------------------------------ | ------------------ | --------- |
| 1       | Flyer                 | Conny van Rietschoten          | Países Baixos      | 119d 1h   |
| 2       | Charles Heidsieck III | Alain Gabbay                   | França             | 120d 7h   |
| 3       | Kriter XI             | André Viant                    | França             | 120d 10h  |
| 4       | Disque d’Or           | Pierre Fehlmannn               | Suíça              | 123d 11h  |
| 5       | Outward Bound         | Digby Taylor                   | Nova Zelândia      | 124d 11h  |
| 6       | Xargo III             | Padda Kuttel                   | África do Sul      | 124d 19h  |
| 7       | Mor Bihan             | Phillipe Poupon                | França             | 125d 15h  |
| 8       | Berge Viking          | Peder Lunde                    | Noruega            | 125d 16h  |
| 9       | Alaska Eagle          | Skip Novak & Neil Bergto       | Estados Unidos     | 126d 10h  |
| 10      | Euromarche            | Eric Tabarly                   | França             | 126d 23h  |
| 11      | Ceramco New Zealand   | Peter Blake                    | Nova Zelândia      | 127d 17h  |
| 12      | Skopbank Finland      | Kenneth Gahmberg               | Finlândia          | 128d 15h  |
| 13      | Rollygo               | Giorgio Falck                  | Itália             | 129d 20h  |
| 14      | Traité de Rome        | Antonio Chioatto               | União Europeia     | 130d 23h  |
| 15      | Croky                 | Gustaaf Versluys               | Bélgica            | 133d 23h  |
| 16      | FCF Challenger        | Leslie Williams                | Estados Unidos     | 138d 15h  |
| 17      | United Friendly       | Chay Blyth                     | Estados Unidos     | 141d 10h  |
| 18      | Walross III Berlin    | E.Hahn, O.Michel & C.Reichardt | Alemanha Ocidental | 143d 19h  |
| 19      | Licor 43              | Joaquin Coello                 | Espanha            | 160d 2h   |
| 20      | Ilgagomma             | Roberto Vianello               | Itália             | 160d 9h   |
| 21      | European Uni. Belgium | Jean Blondiau                  | Bélgica            | sem tempo |
| 21      | 33 Export             | Phillipe Schaff                | França             | sem tempo |
| 21      | Gauloises III         | Eric Loizeau                   | França             | sem tempo |
| 21      | La Barca Laboratorio  | Claudio Stampi                 | Itália             | sem tempo |
| 21      | Save Venice           | Doi Malingri                   | Itália             | sem tempo |
| 21      | Vivanapoli            | Beppe Panada                   | Itália             | sem tempo |
| 21      | Scandinavian          | Reino Engqvist                 | Suécia             | sem tempo |
| 21      | Swedish Entry         | Mogens Bugge                   | Suécia             | sem tempo |
| 21      | Bubblegum             | Iain Mcgown-Fyfe               | Reino Unido        | sem tempo |